# Alice Finot
Pour les articles homonymes, voir Finot.
Alice Finot, née le 9 février 1991 à Montbéliard, est une athlète française spécialiste des courses de demi-fond. Elle est vice-championne d’Europe en salle du 3 000 m en 2021 à Torun et championne d'Europe du 3 000 mètres steeple en 2024 à Rome.
Membre du CA Montreuil 93, elle s'entraîne aujourd’hui en Galice.
Le 6 août 2024, à l'occasion des Jeux olympiques de Paris, elle termine quatrième de la finale du 3 000 m steeple et établit un nouveau record d'Europe en 8 min 58 s et 67.

## Carrière

### Débuts chez les jeunes (2004 - 2008)
Alice Finot commence l'athlétisme en 2004 à la suite de sa participation aux cross UNSS et remporte le niveau départemental et régional. Elle poursuit donc sa découverte de l’athlétisme au sein du club du Groupe athlétique haut-saônois, entraînée par Nora Leksir-Genebrier. Elle met momentanément la compétition de côté à partir de 2008 pour se consacrer à ses études d’ingénieur.

### Carrière chez les séniors à partir de 2016
Alice reprend l’athlétisme en 2015 à l’Union sportive Nemours-Saint-Pierre Athlétisme  avec pour objectif de reprendre progressivement la compétition sur 1 500 m, 3 000 m et 10 km route.
En 2016, elle décide pour des raisons professionnelles de déménager en Espagne. Elle rejoint le club de Celta Atletismo Femenino et oriente sa préparation pour la course sur route.
Après une année à reprendre la compétition et à réaliser des séances spécifiques, Alice aide le club lors de la saison 2017-2018 sur certaines compétitions sur piste et les résultats sont bons. Elle décide avec son entraîneur de recentrer sa préparation sur les distances plus courtes du 1 500 m au 3 000 m steeple.
En juillet 2018, elle participe pour la première fois aux championnats de France élite à Albi et décroche par la même occasion la médaille de bronze.
Elle récidive l’hiver qui suit en obtenant encore une fois la médaille de bronze sur le 1 500 m en salle mais une blessure contractée à la fin de la saison hivernale ne lui permettra pas d’être présente pour la saison estivale. Une blessure sans doute causée par la charge d’entraînement, elle décide donc d’aménager son temps de travail pour pouvoir se concentrer plus sereinement sur l’athlétisme.
La préparation de la saison 2019-2020 se passe idéalement avec un volume plus important. Alice se qualifie pour les championnats du monde de semi marathon, qui sont finalement annulés en raison l'épidémie de Covid. Elle réussit quand même à tirer son épingle du jeu en salle en décrochant une médaille d’argent aux championnats de France à Liévin et devient championne de France pour la première fois de sa carrière à Albi sur 3 000 m steeple.

### Vice-championne d'Europe en salle (2021)
La saison 2020-2021 est la saison de la confirmation avec pour objectif la participation aux championnats d’Europe en salle sur 3 000 m.
Le 19 février 2021, elle est sacrée championne de France en salle à Miramas, en s'imposant sur le 3 000 m, avec un temps de 9 min 12 s 33. Cette victoire lui offre sa première sélection en équipe de France A et sa première médaille internationale puisque début mars 2021, elle devient vice-championne d'Europe indoor du 3 000 m à Toruń, derrière la Britannique Amy-Eloise Markovc, en améliorant son record personnel (8 min 46 s 54).

### Records de France du3 000msteeple (2022-2024)
Le 25 mai 2022, Alice Finot bat le record de France de 3 000 m steeple, à Huelva, en 9 min 21 s 41. Le précédent record était détenu depuis le 10 juillet 2009 par Sophie Duarte en 9 min 25 s 62. Championne de France le 25 juin à Caen, elle améliore de nouveau son record national de presque deux secondes, avec un chrono de 9 min 19 s 59 le 30 juin au meeting de Stockholm. Le 16 juillet, elle se qualifie pour la finale du 3 000 m steeple aux Mondiaux de Eugene en remportant sa série et en portant son record à 9 min 14 s 34. Lors de la finale, lancée sur un rythme très rapide par la Kazahke Norah Jeruto, Alice termine dixième de la course en 9 min 21 s 40 après avoir chuté dans la dernière rivière. Blessée à la cheville, la Française doit déclarer forfait pour les championnats d'Europe de Munich le mois suivant.
Alice Finot se classe cinquième de la finale du 3 000 m steeple des championnats du monde 2023 de Budapest. Première européenne de la course, son temps de 9 min 6 s 15 constitue un nouveau record de France. Cette performance lui permet d'être élue athlète féminine de l'année par la Fédération Française d'athlétisme.
Lors de l'étape de Diamond League au meeting de Paris 2024 (stade Charlety), en date du 7 juillet 2024, en préparation des Jeux Olympiques de Paris 2024, Alice Finot réalise un nouveau record de France en 9 min 05 s 01, bien aidée par la Barheinie Yavi qui lui a servi de lièvre et lui a permis de réaliser cette performance. Cette performance arrive après son titre de championne d'Europe du 3 000 m SC réalisé trois semaines auparavant. 

### Championne d'Europe du3 000msteeple (2024)
Alice Finot gagne la finale du 3 000 m steeple des Championnats d'Europe 2024 de Rome en 9 min 16 s 22 devant l'Allemande Gesa Krause, double championne d'Europe de la discipline en 2016 et 2018. Son titre lui sera retiré peu après la course à la suite d'une contestation du camp allemand avant de lui être rendu une heure et demie plus tard.

### Record d'Europe du3 000msteeple (2024)
Alice Finot se classe quatrième de la finale du 3 000 m steeple des Jeux olympiques d'été de 2024, améliorant par la même occasion le record d'Europe.

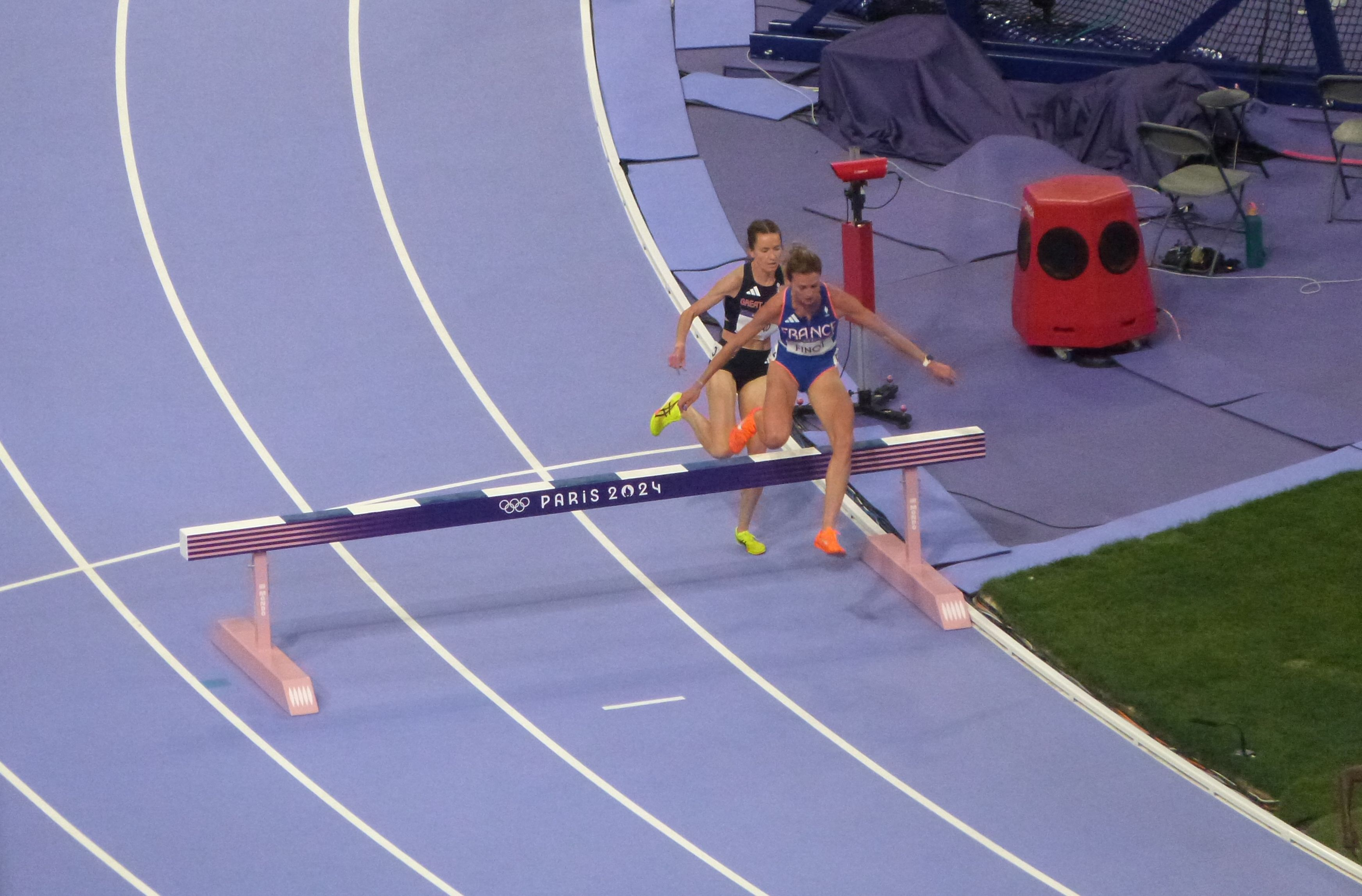
Dernier tour d'Alice Finot lors de la finale (Jeux olympiques Paris 2024)

## Palmarès

### International
| Date | Compétition                    | Lieu        | Place | Épreuve         | Résultat      |
| ---- | ------------------------------ | ----------- | ----- | --------------- | ------------- |
| 2021 | Championnats d'Europe en salle | Toruń       | 2e    | 3 000 m         | 8 min 46 s 54 |
| 2022 | Championnats du monde          | Eugene      | 10e   | 3 000 m steeple | 9 min 21 s 40 |
| 2023 | Championnats du monde          | Budapest    | 5e    | 3 000 m steeple | 9 min 6 s 15  |
| 2024 | Championnats d'Europe          | Rome        | 1re   | 3 000 m steeple | 9 min 16 s 22 |
| 2024 | Jeux Olympiques                | Saint Denis | 4e    | 3 000 m steeple | 8 min 58 s 67 |

### National
| Date | Compétition                     | Lieu    | Place | Épreuve         | Résultat      |
| ---- | ------------------------------- | ------- | ----- | --------------- | ------------- |
| 2018 | Championnats de France          | Albi    | 3e    | 1 500 m         | 4 min 23 s 50 |
| 2019 | Championnats de France en salle | Miramas | 3e    | 1 500 m         | 4 min 18 s 45 |
| 2020 | Championnats de France en salle | Liévin  | 2e    | 3 000 m         | 9 min 23 s 75 |
| 2020 | Championnats de France          | Albi    | 1re   | 3 000 m steeple | 10 min 1 s 58 |
| 2021 | Championnats de France en salle | Miramas | 1re   | 3 000 m         | 9 min 12 s 33 |
| 2022 | Championnats de France          | Caen    | 1re   | 3 000 m steeple | 9 min 48 s 00 |
| 2023 | Championnats de France en salle | Aubière | 1re   | 3 000 m         | 9 min 5 s 08  |
| 2023 | Championnats de France          | Albi    | 1re   | 3 000 m steeple | 9 min 54 s 60 |
| 2024 | Championnats de France en salle | Miramas | 1re   | 3 000 m         | 9 min 06 s 18 |

## Records
| Épreuve               | Épreuve   | Temps               | Lieu        | Date            |
| --------------------- | --------- | ------------------- | ----------- | --------------- |
| 0 800 m               | Plein air | 02 min 10 s 03      | Vigo        | 1er juin 2018   |
| 01 000 m              | Plein air | 02 min 49 s 08      | Pontevedra  | 26 juillet 2018 |
| 01 500 m              | Plein air | 04 min 09 s 45      | Braga       | 5 juillet 2023  |
| 01 500 m              | En salle  | 04 min 13 s 98      | Mondeville  | 30 janvier 2021 |
| 0 Mile                | Plein air | 04 min 26 s 68 (NR) | Montesson   | 10 juin 2023    |
| 03 000 m              | Plein air | 010 min 28 s 04     | Pontevedra  | 11 mai 2019     |
| 03 000 m              | En salle  | 08 min 44 s 47      | Birmingham  | 25 février 2023 |
| 03 000 m steeple      | Plein air | 08 min 58 s 67 (AR) | Saint-Denis | 6 août 2024     |
| 05 km (route)         | Plein air | 15 min 52 s         | Monaco      | 14 février 2021 |
| 10 km (route)         | Plein air | 32 min 45 s         | Castellón   | 25 février 2024 |
| 20 km (route)         | Plein air | 1h 15 min 27 s      | Paris       | 14 octobre 2018 |
| Semi-marathon (route) | Plein air | 1h 13 min 23 s      | Barcelone   | 16 février 2020 |